# Отело Хантер
Тегба Отело Хантер (енгл. Tegba Othello Hunter; Винстон-Сејлем, Северна Каролина, 28. мај 1986) бивши је америчко-либеријски кошаркаш. Играо је на позицијама крилног центра и центра.

## Каријера
Хантер је играо на Државном универзитету Охаја од 2006. до 2008, након чега није изабран на НБА драфту 2008. године. Ипак, успео је да потпише уговор са Атланта хоксима и заигра у НБА лиги. Одиграо је само 23 утакмице за Хоксе, а био је и позајмљен Анахејм арсеналу из НБА развојне лиге. У Европу је дошао у марту 2010. и потписао за грчки Илисијакос, у коме се задржава до краја те сезоне. Сезону 2010/11. провео је у Динаму из Сасарија. Наредну је започео у кинеском Шандонгу, да би у фебруару 2012. прешао у Азовмаш, где је остао до краја сезоне. Већи део сезоне 2012/13. провео је у Ваљадолиду. У мају 2013. поново је отишао у Кину и заиграо за Ђангсу. У сезони 2013/14. је био играч Монтепаски Сијене и са њима освојио први трофеј у каријери — Суперкуп Италије. У јулу 2014. је постао играч Олимпијакоса и са њима провео наредне две сезоне, у којима је клуб оба пута био првак Грчке. У сезони 2016/17. био је члан Реал Мадрида и са њима освојио Куп Шпаније. У јулу 2017. је постао играч московског ЦСКА. У екипи ЦСКА се задржао наредне две сезоне и у том периоду је освојио Евролигу 2018/19. године као и две титуле у ВТБ јунајтед лиги. Од 2019. до 2021. године је био играч Макабија из Тел Авива и са њима је освојио две титуле првака Израела. Од 2021. до 2023. наступао је за Бајерн из Минхена.

## Успеси

### Клупски
- Монтепаски Сијена:
  - Суперкуп Италије (1): 2013.

- Олимпијакос:
  - Првенство Грчке (2): 2014/15, 2015/16.

- Реал Мадрид:
  - Куп Шпаније (1): 2017.

- ЦСКА Москва:
  - Евролига (1): 2018/19.
  - ВТБ јунајтед лига (2): 2017/18, 2018/19.

- Макаби Тел Авив:
  - Првенство Израела (1): 2019/20, 2020/21.
  - Куп Израела (1): 2021.
  - Лига куп Израела (1): 2020.